# كاساندرا بوتير
كاساندرا بوتير (بالإنجليزية: Cassandra Potter)‏ هي لاعبة كرلنغ أمريكية، ولدت في 30 أكتوبر 1981 في بيميدجي في الولايات المتحدة.

## وصلات خارجية
- كاساندرا بوتير على موقع الاتحاد الدولي للكرلنغ (الإنجليزية)
- كاساندرا بوتير على موقع أوليمبيديا (الإنجليزية)
- كاساندرا بوتير على موقع اللجنة الأولمبية والبارالمبية الأمريكية (الإنجليزية)